# Henrik Skoog
Åke Anders Henrik Skoog, född 17 april 1979, svensk före detta friidrottare som specialiserade sig på hinder-, långdistans- och terränglöpning.

## Karriär
Skoog började träna i klubben Villstads GoIF men bytte inför säsongen 2001 till stockholmsklubben Spårvägens FK. Skoog var tidigt mest framgångsrik på 3 000 m hinder där han bland annat tog brons vid U23-EM 2001. Han tävlade även i denna gren vid EM 2002 i München där han dock slogs ut i försöksheaten. Skoog deltog på 3 000 meter vid EM inomhus 2005 i Madrid där han tog sig till final och kom på en tiondeplats. Under EM i friidrott 2006 i Göteborg satsade han dock på 5 000 m och kom på sjätte plats. Vid EM inomhus 2007 i Birmingham sprang han 3 000 meter men blev utslagen i försöken. Till utomhussäsongen 2007 var det dock åter 3 000 meter hinder Skoog satsade på. Vid VM i Osaka löpte Skoog distansen i försökstävlingen. I Skoogs lopp råkade österrikaren Günther Weidlinger ut för en otäck vurpa strax innan ett hinder (Weidlingers huvud kolliderade hastigt med hindret till följd av en vådlig vurpa) varpå Skoog stördes till den grad att även han föll omkull. Skoog reste sig förvisso kvickt men chansen till avancemang var borta. Skoog löpte in i mål på elfte plats på tiden 8:51,61 och var därmed utslagen.
Hösten 2010 avslutade Henrik Skoog sin elitkarriär.

## Utmärkelser
Henrik Skoog utsågs 2003 till Stor grabb/stor tjej nummer 475 i friidrott.

## Personliga rekord
| Utomhus - 1 500 meter – 3:45,24 (Leverkusen, Tyskland 23 juli 2005) - 1 500 meter – 3:44,80 (Sollentuna 9 september 2001) - 1 engelsk mil – 4:04,59 (Malmö 16 augusti 2005) - 3 000 meter – 7:55,56 (Västerås 3 juli 2001) - 3 000 meter – 7:56,21 (Norrtälje 11 juli 2005) - 3 000 meter – 7:57,13 (Nijmegen, Nederländerna 20 maj 2005) - 5 000 meter – 13:27,01 (Kassel, Tyskland 8 juni 2006) - 10 000 meter – 29:26,41 (Helsingfors, Finland 30 augusti 2008) - 10 000 meter – 28:48,51 (Malmö 1 augusti 2009) - 1 500 meter hinder – 4:05,20 (Karlstad 23 augusti 2000) - 2 000 meter hinder – 5:33,00 (Göteborg 3 augusti 2000) - 3 000 meter hinder – 8:25,55 (Zagreb, Kroatien 7 juli 2003) - 10 km landsväg – 29:39 (Stockholm 16 augusti 2008) - Halvmaraton – 1:04:36 (Stockholm 6 september 2008) - Halvmaraton – 1:03:36 (Sevilla, Spanien 21 december 2008) | Inomhus - 1 500 meter – 3:49,68 (Malmö 20 januari 2001) - 1 engelsk mil – 4:15.36 (Houston, USA 21 februari 1999) - 3 000 meter – 7:51,77 (Stockholm 15 februari 2005) - 2 engelska mil – 8:44.14 (Birmingham, Storbritannien 18 februari 2001) |

### Fotnoter
1. 1 2 3 4  ”Swedish Team Media Guide. European Athletics Championships, Göteborg 2006.” (på engelska). friidrott.se. Arkiverad från originalet den 4 juni 2012. https://web.archive.org/web/20120604124725/http://www.friidrott.se/press/emguide_06.aspx. Läst 17 augusti 2017.
2. 1 2  ”Tävlingsårsskiftesövergångar 1 december 2000”. friidrott.se. 8 november 2000. Arkiverad från originalet den 24 november 2016. https://web.archive.org/web/20161124163013/http://www.friidrott.se/forbundsinfo/overgangar/arsskifte0001.aspx. Läst 24 november 2016.
3. 1 2  ”European Athletics U23 Championships - Amsterdam 2001” (på engelska). european-athletics.org. Arkiverad från originalet den 26 oktober 2017. https://web.archive.org/web/20171026034448/http://www.european-athletics.org/competitions/european-athletics-u23-championships/history/year=2001/results/index.html. Läst 25 oktober 2017.
4. 1 2 3  Wiger 2006, s. 57.
5. ↑  ”Stora SM 2006, dag 1”. turebergfriidrott.se. Arkiverad från originalet den 10 juni 2015. https://web.archive.org/web/20150610133840/http://turebergfriidrott.se/statistik/SM2006/2006_resfred.htm. Läst 19 april 2013.
6. ↑  ”Stora SM 2008, dag 3”. trackandfield.se. Arkiverad från originalet den 24 augusti 2010. https://web.archive.org/web/20100824041425/http://www.trackandfield.se/Resultat/2008/080803.htm. Läst 20 maj 2013.
7. ↑  ”Stora SM 2009”. archive.org. Arkiverad från originalet den 13 december 2009. https://web.archive.org/web/20091213202749/http://88.131.109.176/folksam/sm09/resultat.php. Läst 23 april 2013.
8. ↑  ”SM halvmarathon 2008”. Arkiverad från originalet den 11 september 2008. https://web.archive.org/web/20080911002555/http://resultat.marathon.se/SHM2008/start/index.cfm?Lan_ID=1. Läst 25 mars 2015.
9. 1 2 3 4 5 6  Wiger 2006, s. 67.
10. ↑  ”Stora SM 2007”. trackandfield.se. Arkiverad från originalet den 4 maj 2013. https://archive.is/20130504152109/http://www.proteamonline.se/storage/customers/978/editor/resultat%20sm%20i%20friidrott%202007.html. Läst 19 april 2013.
11. 1 2  Wiger 2006, s. 77.
12. 1 2 3 4  ”Terräng-SM 2006”. bahnhof.se. Arkiverad från originalet den 5 mars 2016. https://web.archive.org/web/20160305013501/http://privat.bahnhof.se/wb410921/hemlingbylk/resultat_terrang-sm_2006_senior.htm. Läst 1 juni 2016.
13. 1 2  ”Terräng-SM 2007, dag 1”. Arkiverad från originalet den 16 april 2010. https://web.archive.org/web/20100416011423/http://www.ifkhalmstad.se/files/arrangemang/TerrangSM/Res_070428.htm. Läst 28 mars 2015.
14. 1 2 3 4  ”Terräng-SM 2008”. Arkiverad från originalet den 19 augusti 2010. https://web.archive.org/web/20100819112631/http://www.ifkvaxjo.se/Tavling2008/TerrangSM_08_res.pdf. Läst 25 mars 2015.
15. 1 2  Wiger 2006, s. 81.
16. ↑  ”Terräng-SM 2009, lag”. idrottonline.se. Arkiverad från originalet den 8 december 2015. https://web.archive.org/web/20151208045303/http://www8.idrottonline.se/HammarbyIFFI-Friidrott/Traningsgrupper/TerrangSM2009/Resultat-Lag090501/. Läst 1 maj 2013.
17. ↑  ”Terräng-SM 2010” (excel). idrottonline.se. Arkiverad från originalet den 8 december 2015. https://web.archive.org/web/20151208063414/http://www1.idrottonline.se/ImageVaultFiles/id_276861/cf_87178/Resultatlista_slutlig.XLS. Läst 10 november 2015.
18. ↑  Wiger 2006, s. 171.
19. ↑  ”Stafett-SM 2007”. Arkiverad från originalet den 22 december 2015. https://web.archive.org/web/20151222173752/http://h24-files.s3.amazonaws.com/151399/452633-nT9Xe.pdf. Läst 28 mars 2015.
20. ↑  ”Stafett-SM 2008”. Arkiverad från originalet den 9 juni 2009. https://web.archive.org/web/20090609064617/http://www.stafett-sm.se/resultat. Läst 25 mars 2015.
21. ↑  ”Stafett-SM 2009”. ifgota.se. Arkiverad från originalet den 4 mars 2016. https://web.archive.org/web/20160304103354/http://www.ifgota.se/result/Uploaded/stafettsm09.html. Läst 29 maj 2013.
22. ↑  ”Stafett-SM 2010”. ranas4h.nu. Arkiverad från originalet den 8 december 2015. https://web.archive.org/web/20151208144853/http://www.ranas4h.nu/resultat/2010/stafett-sm.html. Läst 29 maj 2013.
23. ↑  ”Stora inne-SM 2005, resultat” (pdf). mai.se. Arkiverad från originalet den 23 november 2015. https://web.archive.org/web/20151123081015/http://www.mai.se/resultat/resultatlista-ism.2005.pdf. Läst 12 april 2015.
24. ↑  ”Stora inne-SM 2007, resultat” (htm). idrottonline.se. Arkiverad från originalet den 11 april 2015. https://web.archive.org/web/20150411214031/http://iof2.idrottonline.se/ImageVaultFiles/id_16670/cf_78/070225ism.HTM. Läst 12 april 2015.
25. ↑  ”Stora inne-SM 2008, resultat” (pdf). mai.se. Arkiverad från originalet den 14 april 2015. https://web.archive.org/web/20150414002300/http://www.mai.se/resultat/resultat_inne-sm_2008.pdf. Läst 11 april 2015.
26. ↑  ”European Athletics Championships - München 2002” (på engelska). european-athletics.org. Arkiverad från originalet den 10 mars 2016. https://web.archive.org/web/20160310084030/http://www.european-athletics.org/competitions/european-athletics-championships/history/year=2002/results/index.html. Läst 17 augusti 2017.
27. ↑  ”European Athletics Indoor Championships - Madrid 2005” (på engelska). european-athletics.org. Arkiverad från originalet den 27 augusti 2017. https://web.archive.org/web/20170827215326/http://www.european-athletics.org/competitions/european-athletics-indoor-championships/history/year=2005/results/index.html. Läst 27 augusti 2017.
28. ↑  ”European Athletics Championships - Göteborg 2006” (på engelska). european-athletics.org. Arkiverad från originalet den 9 augusti 2017. https://web.archive.org/web/20170809131303/http://www.european-athletics.org/competitions/european-athletics-championships/history/year=2006/results/index.html. Läst 18 april 2017.
29. ↑  ”European Athletics Indoor Championships - Birmingham 2007” (på engelska). european-athletics.org. Arkiverad från originalet den 13 augusti 2020. https://web.archive.org/web/20200813120833/http://www.european-athletics.org/competitions/european-athletics-indoor-championships/history/year=2007/results/index.html. Läst 27 augusti 2017.
30. ↑  ”3000 Metres Steeplechase Men - 11th IAAF World Championships In Athletics Osaka (Nagai Stadium), Japan 25 Aug 2007 - 2 Sep 2007” (på engelska). iaaf.org. Arkiverad från originalet den 16 januari 2017. https://web.archive.org/web/20170116203444/https://www.iaaf.org/competitions/iaaf-world-championships/11th-iaaf-world-championships-in-athletics-3653/results/men/3000-metres-steeplechase/heats/result. Läst 13 januari 2017.
31. ↑  ”VM fm 2: Musse lugnt till final”. friidrott.se. 26 augusti 2007. Arkiverad från originalet den 16 januari 2017. https://web.archive.org/web/20170116145026/http://www.friidrott.se/nyheter.aspx?id=7399. Läst 13 januari 2017.
32. ↑  ”De fick stående ovationer!”. friidrott.se. 9 oktober 2010. Arkiverad från originalet den 16 januari 2017. https://web.archive.org/web/20170116144234/http://www.friidrott.se/nyheter.aspx?id=11736. Läst 13 januari 2017.
33. ↑  ”Stora grabbars märke”. friidrott.se. Arkiverad från originalet den 31 mars 2016. https://web.archive.org/web/20160331202525/http://www.friidrott.se/historik/storagrabbar.aspx. Läst 25 januari 2017.
34. ↑  ”Stora Grabbar personpresentation”. storagrabbar.se. Arkiverad från originalet den 4 mars 2016. https://web.archive.org/web/20160304092823/http://www.storagrabbar.se/grabbar_10.html. Läst 25 januari 2017.
35. 1 2 3 4 5 6 7 8 9 10 11 12 13 14  ”Personsida på AllAthletics” (på engelska). all-athletics.com. Arkiverad från originalet den 1 maj 2016. https://web.archive.org/web/20160501011421/http://www.all-athletics.com/node/74478. Läst 17 juni 2016.
36. 1 2 3 4 5 6 7 8 9 10 11 12 13  ”Personsida på European Athletics' webbplats” (på engelska). european-athletics.org. Arkiverad från originalet den 22 augusti 2016. https://web.archive.org/web/20160822121246/http://www.european-athletics.org/athletes/group=s/athlete=144097-skoog-henrik/index.html. Läst 17 juni 2016.
37. 1 2 3 4 5 6  ”Personsida på IAAF:s webbplats” (på engelska). iaaf.org. Arkiverad från originalet den 25 juni 2016. https://web.archive.org/web/20160625030923/http://www.iaaf.org/athletes/sweden/henrik-skoog-134714. Läst 17 juni 2016.
38. 1 2 3 4 5 6 7  ”Personsida på ARRS” (på engelska). arrs.net. Arkiverad från originalet den 12 augusti 2016. https://web.archive.org/web/20160812223424/http://more.arrs.net/runner/11322. Läst 28 juni 2016.